# Trioceros werneri
Espèce
Synonymes
- Chamaeleon werneri Tornier, 1899

Statut de conservation UICN

 LC  : Préoccupation mineure
Statut CITES
Trioceros werneri est une espèce de sauriens de la famille des Chamaeleonidae.

## Répartition
Cette espèce est endémique de Tanzanie. Elle se rencontre dans les monts Uluguru, Ufipa et Udzungwa.

## Étymologie
Cette espèce est nommée en l'honneur de Franz Werner.

## Publication originale
- Tornier, 1899 : Drei Reptilien aus Afrika. Zoologische Anzeiger, vol. 22, p. 258-261 (texte intégral).